# Лавела
Лавела (рос. Лавела) — присілок в Пінезькому районі Архангельської області Російської Федерації.
Населення становить 46 осіб. Входить до складу муніципального утворення Лавельське муніципальне утворення.

## Історія
Від 1937 року належить до Архангельської області.
Орган місцевого самоврядування від 2004 року — Лавельське муніципальне утворення.

## Населення
| 2002 | 2010 | 2012 |
| ---- | ---- | ---- |
| 62   | ↘38  | ↗46  |